# غرگانه (شادگان)
غرگانه ، روستایی از توابع بخش چم خلف عیسی شهرستان هندیجان در استان خوزستان ایران است.

## جمعیت
این روستا در شهر زهره قرار دارد و براساس سرشماری مرکز آمار ایران در سال ۱۳۸۵، جمعیت آن ۵۰ نفر (۲۲خانوار) بوده است. این روستا متعلق به خانواده حمد رازی عبادی است. در این روستا سه شرکت تازه تأسیس وجود دارد.